# Dipoena nipponica
Dipoena nipponica är en spindelart som beskrevs av Yoshida 2002. Dipoena nipponica ingår i släktet Dipoena och familjen klotspindlar. Inga underarter finns listade i Catalogue of Life.